# KCC Corporation
Die KCC Corporation ist ein südkoreanischer Hersteller von Baustoffen mit Sitz in Seoul. 

## Geschichte
Das Unternehmen wurde 1958 als Keumkang Slate Ind. Co. gegründet und ging 1973 an die Börse. Nachdem der Baustoffhersteller 1965 eine eigene Unternehmenssparte im Bereich der ausführenden Bautätigkeiten aufgebaut hatte, konnte 1977 der erste ausländische Bauauftrag angenommen werden. Im Jahr 2000 fusionierte Keumkang mit der Korea Chemical Company (KCC).
KCC wurde 1974 gegründet und spezialisierte sich auf chemische Erzeugnisse für die Anwendung in der Marineindustrie. Mehrere Farben und Harze des Unternehmens wurden 1978 erstmals zur Anwendung im Schiffsbau von Lloyd’s zertifiziert. Der Börsengang von KCC erfolgte 1985.
Die fusionierte Gesellschaft nahm die Firma Keumkang KCC Co., Ltd. an. Diese wurde 2005 schließlich in KCC Corporation geändert.

## Produkte
Zum angebotenen Produktspektrum von KCC zählen Glas und komplette Fenster, sowie Bodenbeläge, Farben und Lacke, Klebstoffe, Isolierungen aus Mineralwolle und Gipskartonplatten. Diese Produkte werden im Gebäudeausbau, in elektronischen Geräten, im Wasser- und Landfahrzeugbau und anderen Industrien eingesetzt.